# Мид-левелс
Мид-левелс (Mid-Levels, 半山區, рус. пуньса:нь-ау) — гонконгский район, входящий в состав округа Сентрал-энд-Вестерн. Расположен на северо-западе острова Гонконг. Богатый и престижный жилой район, основное население которого составляют преимущественно обеспеченные местные граждане и специалисты-иностранцы (многие кварталы Мид-левелс расположены на расстоянии, которое спокойно можно преодолеть пешком по пути в центральный деловой район). Название с английского и китайского языков переводится как «Срединные уровни» и «Половина горной области» (Мид-левелс расположен как раз на полпути между центром и пиком Виктории).

## История
В 1883 году в Мид-левелс началось строительство католического собора Непорочного Зачатия. Храм открылся в декабре 1888 года, но формально был освящён лишь в 1938 году. В 1890 году в районе была построена первая в Гонконге мечеть. Издавна в Мид-левелс селились богатые жители города. Первыми здешними зданиями, построенными на террасах крутых склонов, были большие особняки с садами. Высокую стоимость жилья предопределили близость к главным деловым районам (Центральный и Адмиралтейство), а также близость к природе, лучшая экология и прекрасные панорамные виды на бухту Виктория, открывающиеся с возвышенностей Мид-левелс. В 1980 — 1990-х годах Мид-левелс охватила волна строительства высотных жилых комплексов среднего и высокого класса с соответствующей инфраструктурой.

## География
На севере Мид-левелс граничит с районами Адмиралтейство, Центральный, Сёнвань и Сайвань, на северо-востоке — с округом Ваньчай, на юге — с районом Пик. Северная граница района проходит по улицам Бонэм-роуд, Кэйн-роуд, Робинсон-роуд и Кеннеди-роуд (частично — вдоль Гонконгского зоологического и ботанического садов и Гонконгского парка). На западе Мид-левелс граничит с комплексом Гонконгского университета и загородным парком Лунфусань. Фактически район разделён на три части — Восточный Мид-левелс, расположенный выше Ваньчаня и Адмиралтейства, Центральный Мид-левелс, расположенный выше Центрального района и Сёнваня, и Западный Мид-левелс, расположенный выше Сайваня. Небольшие парки и скверы расположены на Парк-роуд (парк Вест-Энд), Кеннеди-роуд и Боуэн-роуд.

## Религия
В районе расположены католический кафедральный собор Непорочного Зачатия, построенный в 1888 году, резиденция католического епископа и центр епархии Гонконга, а также церковь Юнион-чёрч, построенная в 1888 году, церковь Хапъят, построенная в 1926 году, мечеть Джамия, основанная в 1890 году и перестроенная в 1905 году, синагога Охель Леа, построенная в 1902 году, Первая церковь (саентологический храм), церковь квакеров и церковь пятидесятников.

## Экономика
Важнейшими секторами экономики района являются розничная торговля, общественное питание, обслуживание жилых комплексов и строительство. В Мид-левелс расположено несколько высотных жилых комплексов, в том числе Tregunter Towers (220 м, 110 м и 107 м), Aigburth (196 м), 39 Conduit Road (191 м), Azura (177 м), Tavistock (175 м), Queen's Garden (173 м), Dynasty Court (159 м и 151 м), Robinson Place (153 м и 150 м), Garden Terrace (152 м, 120 м и 114 м), Branksome Crest (141 м), Imperial Court (140 м), Hillsborough Court (137 м и 123 м), Estoril Court (132 м), The Grand Panorama (126 м, 113 м и 101 м), Beauty Court (126 м), Ying Piu Mansion (120 м), Casa Bella (120 м), Scenic Rise (114 м), Blessings Garden (110 м), Century Towers (108 м), Skylight Tower (104 м), Beaudry Tower (104 м).

## Транспорт
В районе расположен знаменитый эскалатор Центральный — Мид-левелс. Он является самой длинной в мире наружной крытой системой эскалаторов и движущихся тротуаров (вся система, состоящая из 20 эскалаторов и трёх движущихся тротуаров, тянется на 800 м и поднимает пассажиров на высоту более 135 м от основания до вершины). Эскалатор был построен в 1993 году с целью облегчить поездку из преимущественно жилого Мид-левелс в деловой Центральный и обратно (в среднем система обслуживает 60 тыс. человек в день). Эскалатор начинается на Куинс-роуд-сентрал и заканчивается на Кондуит-роуд (на Куинс-роуд-сентрал он через Центральный рынок связан с обширной сетью пешеходных мостов и переходов).
Эскалатор Центральный — Мид-левелс
Через Мид-левелс проходит фуникулёр, соединяющий район Центральный с пиком Виктории, а также пролегает  широкая сеть автобусных маршрутов (в том числе и микроавтобусов). Имеется несколько стоянок такси.

## Административные функции
В районе расположен главный офис комиссара МИД Китая в Гонконге.

## Культура и образование
В Мид-левелс расположено множество престижных школ и колледжей, среди которых выделяются католическая школа для девочек Святого Сердца (1860), католический колледж для девочек Святого Сердца (1860), школа для девочек Инва (1900), колледж для девочек Святого Стефана (1906), колледж Святого Павла (1915), католический колледж Раймонди (1958), школа Айленд (1967), институт высшего образования Каритас (2011), школа Гленели, начальная школа Кармель.
Также в районе расположены Музей доктора Сунь Ятсена, открывшийся в 2006 году в старинном особняке, Еврейский общественный центр, Женский клуб отдыха.

## Здравоохранение
Важнейшим медицинским учреждением района является частная больница Каноссы, принадлежащая обществу Каритас.

## Спорт
На Боуэн-роуд расположены теннисные корты. Также в районе находится клуб сквоша Айленд. В некоторых жилых комплексах есть спортивные клубы и частные бассейны.
Мид-левелс